# Saint-Just-près-Brioude
Saint-Just-près-Brioude – miejscowość i gmina we Francji, w regionie Owernia-Rodan-Alpy, w departamencie Górna Loara.
Według danych na rok 1990 gminę zamieszkiwały 394 osoby, a gęstość zaludnienia wynosiła 8 osób/km² (wśród 1310 gmin Owernii Saint-Just-près-Brioude plasuje się na 475. miejscu pod względem liczby ludności, natomiast pod względem powierzchni na miejscu 36.).